# آب کوره
آب کوره (کوه چنار)، روستایی از توابع بخش کوهمره شهرستان کوه‌چنار در استان فارس ایران است.

## جمعیت
این روستا در دهستان ابوالحیات قرار دارد و براساس سرشماری مرکز آمار ایران در سال ۱۳۸۵، جمعیت آن ۲۶ نفر (۵خانوار) بوده‌است.